# یو یونگ-جو
یو یونگ-جو (انگلیسی: Yoo Young-joo؛ زادهٔ ۲۳ نوامبر ۱۹۷۱) بازیکن زن بسکتبال اهل کره جنوبی بود. وی در بازی‌های المپیک تابستانی ۱۹۹۶ شرکت کرده‌است.